# Vic Watson
Victor Martin Watson (Girton, Cambridgeshire, Inglaterra; 10 de noviembre de 1897 - Girton, Cambridgeshire, Inglaterra; 3 de agosto de 1988) fue un futbolista inglés. Jugaba de delantero y pasó gran parte de su carrera en el West Ham United, además fue internacional absoluto por la selección de Inglaterra.
Watson, delantero centro, jugó 505 encuentros para el West Ham entre 1929 y 1936. El club solo pagó £25 a su anterior equipo, el Welingborough Town, por Vic. Quien antes de comenzar su carrera de futbolista luchó en la Primera Guerra Mundial por el ejército británico, logrando el rango de sargento.
Watson es el máximo goleador histórico del club de Londres con 326 goles, 298 por la liga y 28 por la FA Cup. Anotó seis goles en un encuentro el 9 de febrero de 1929 en la victoria por 8-2 en casa ante el Leeds United, además registró tres pokers (cuatro goles en un encuentro) y 13 tripletas para los Hammers. En su paso por el club, destaca la final de la FA Cup de 1923 que perdieron por 2-0 ante el Bolton Wandereres.
A nivel internacional por la selección de Inglaterra, Watson jugó dos encuentros en 1923 y tres en 1930, anotó cuatro goles. Ganó la British Home Championship de 1930  con el seleccionado.
En su última temporada, 1935-36, jugó por el Southampton donde fue el goleador del equipo con 14 goles en 36 encuentros de liga.
Luego de su retiro trabajó en el mercado agrícola en su natal Girton, donde falleció en 1988 a la edad de 90 años.
En junio de 2010, la ciudad de Girton instaló una placa en su honor.

## Clubes
| Club                | País       | Año       | Partidos | Goles |
| ------------------- | ---------- | --------- | -------- | ----- |
| Wellingborough Town | Inglaterra | ??-1920   | ?        | ?     |
| West Ham United     | Inglaterra | 1920-1935 | 505      | 326   |
| Southampton         | Inglaterra | 1935-1936 | 36       | 14    |

## Palmarés

### Títulos internacionales
| Título                    | Club                              | País        | Año  |
| ------------------------- | --------------------------------- | ----------- | ---- |
| British Home Championship | Selección de fútbol de Inglaterra | Reino Unido | 1930 |